# Pusur
Il Pusur, noto anche come Pussur o Pasur, è un effluente del Padma (Gange) che scorre attraverso il Bangladesh sud-occidentale. Lascia il Madhumati (noto nella regione come Baleswar) a nord-est della città di Khulna e scorre per circa 177 km verso sud, attraversando il porto di Mongla e la regione paludosa delle Sundarbans, fino al golfo del Bengala. Nel suo corso superiore viene chiamato Atharabanki.